# Carnarvon Highway
Der Carnarvon Highway ist eine Fernstraße im Südosten des australischen Bundesstaates Queensland. Er ist 573 km lang und verläuft in Süd-Nord-Richtung. Er beginnt in Mungindi an der Grenze zu New South Wales und endet in Rolleston im Zentrum von Queensland. Der Abschnitt zwischen Roma und Rolleston ist als Carnarvon Developmental Road bekannt. Seinen Namen erhielt der Carnarvon Highway von dem gleichnamigen Gebirgszug, einem Ausläufer der Great Dividing Range. Die Carnarvon Range liegt am nördlichen Ende des Highways und ist teilweise als Nationalpark geschützt.

## Verlauf
Der Carnarvon Highway beginnt in Mungindi, einer Kleinstadt an der Grenze zwischen New South Wales und Queensland. Der Grenzverlauf folgt an dieser Stelle dem Lauf des Barwon River. Da der Carnarvon Highway nicht in der Mitte der Brücke über den Barwon River beginnt, verläuft er auch ein kleines Stück in New South Wales.
Die Fernstraße führt von Mungindi aus in Richtung Norden. Nach etwa 120 km mündet der Barwon Highway (S85) aus Richtung Osten von Goondiwindi her ein und der Carnarvon Highway erreicht nach weiteren 45 km die Stadt St. George. St. George ist ein wichtiger Verkehrsknoten im südlichen Queensland, in welchem neben dem Carnarvon Highway der Castlereagh Highway (A55), der Balonne Highway (S49) und der Moonie Highway (S49) aufeinandertreffen.
Nächster größerer Ort im Verlauf des Carnarvon Highway ist die Stadt Roma, ca. 200 km nördlich von St George. Die Gegend um Roma ist ein wichtiger Lieferant von Erdgas in Australien. In Roma kreuzt der Warrego Highway (NA2) in West-Ost-Richtung. Dieser führt von Charleville im Westen Queenslands nach Ipswich, einem Vorort der Landeshauptstadt Brisbane.
Nördlich von Roma findet der Carnarvon Highway seine Fortsetzung unter dem Namen Carnarvon Developmental Road. Sie führt durch dünn besiedelte Gebiete in den westlichen Ausläufern der Great Dividing Range. Nach etwa 200 km zweigt die einzige Zufahrt zum Carnarvon-Nationalpark und der Carnarvon Gorge ab. Nach weiteren 60 km ist in ‚’Rolleston’’ das Ende des Carnarvon Highway erreicht. Von hier aus führen der Dawson Highway (A7 / S60) nach Gladstone an der Küste Queenslands oder nach Springsure, wo der Gregory Highway (A7) nach Norden weiterführt.
Der höchste Punkt im Verlauf des Highways liegt auf 347 m, der niedrigste auf 158 m.